# Parts of Lindsey
Parts of Lindsey var ett grevskap 1889–1974 när det uppgick i Lincolnshire och Humberside, i England. Grevskap hade 505 427 invånare år 1961. Lincoln var det administrativa centrumet.

## Distrikt
- Alford
- Barton upon Humber
- Brigg
- Broughton (fram till 1923)
- Brumby and Frodingham (fram till 1919)
- Caistor
- Cleethorpes
- Crowle (fram till 1936)
- Gainsborough
- Gainsborough
- Glanford Brigg
- Grimsby
- Grimsby
- Horncastle
- Horncastle
- Isle of Axholme
- Louth
- Louth
- Mablethorpe and Sutton
- Market Rasen
- Roxby cum Risby (fram till 1936)
- Scunthorpe and Frodingham/Scunthorpe (fram 1919)
- Scunthorpe (fram till 1919)
- Sibsey (fram till 1936)
- Skegness
- Spilsby
- Welton
- Winterton (fram till 1936)
- Woodhall Spa[3]